# Scopula guancharia
Scopula guancharia là một loài bướm đêm trong họ Geometridae.